# Торндайк, Линн
Линн Торндайк (англ. Lynn Thorndike 24 июля 1882, Массачусетс, США — 28 декабря 1965, Нью-Йорк) — американский историк науки, магии и алхимии. Автор монументального восьмитомного труда «История магии и экспериментальной науки».

## Биография
Обучался в Уэслианском университете в Коннектикуте (бакалавр искусств в 1902). В 1903 году получил степень магистра искусств в Колумбийском университете. Там же в 1905 году защитил докторскую диссертацию по теме «The Place of Magic in the Intellectual History of Europe» («Место магии в интеллектуальной истории Европы»).
С 1907 года преподавал историю Средневековья в Северо-Западном университете. В 1909 году перешёл в Университет Вестерн-резерв, где работал до 1924 года. С осени 1924 года преподавал в Колумбийском университете. После ухода на пенсию в 1950 году продолжал публиковать свои работы.
В 1955 году был президентом Американской исторической ассоциации. В 1957 году получил медаль Джорджа Сартона от Общества истории науки.
Основной труд Торндайка — это «A History of Magic and Experimental Science» («История магии и экспериментальной науки»), состоящий из восьми томов. Также он является автором нескольких учебных пособий, включая «The History of Medieval Europe» («История Средневековой Европы») и «A Short History of Civilizations» («Краткая история цивилизаций»).

### Статьи
- "The Attitude of Origen and Augustine Toward Magic, " The Monist, Vol. 18, No. 1, January, 1908.
- "A Roman Astrologer as a Historical Source: Julius Firmicus Maternus, " Classical Philology, Vol. 8, No. 4, Oct., 1913.
- "Some Medieval Conceptions of Magic, " The Monist, Vol. XXV, 1915.
- "Roger Bacon and Gunpowder, " Science, New Series, Vol. 42, No. 1092, Dec. 3, 1915.
- "The True Roger Bacon, " Part II, The American Historical Review, Vol. XXI, October 1915/July 1916.
- "The Latin Pseudo-Aristotle and Medieval Occult Science, " The Journal of English and Germanic Philology, Vol. XXI, 1922.
- "Galen: The Man and his Time, " The Scientific Monthly, Volume 14, Issue 1, 1922.
- "Some Unfamiliar Aspects of Medieval Science, " in Stauffer, Robert C., edit., Science and Civilization, University of Wisconsin Press, 1949.